# Karni-Alpok
A Karni-Alpok a Déli-Mészkőalpok egyik hegyvonulata Kelet-Tirol, Karintia és Friuli határán. Kelet-nyugati irányban nyúlik el a Dráva, a Gail és a Tagliamento folyók között.
Nevét a Carnia nevű római provinciáról kapta, valószínűleg kelta eredetű. A Karniai Alpok a névadója a triász földtörténeti kor karni időszakának.

## Legfontosabb hegycsúcsai
- Monte Coglians 2782 méter
- Kellerwand 2775 méter
- Cima dei Preti 2703 méter
- Monte Cavallo 2251 méter
- Monte Peralba 2691 méter
- Monte Cridola 2581 méter
- Dobratsch/Dobrac 2170 méter

## Fő hágói
- Oefnerjoch (Forni Avoltritól St. Lorenzen felé a Gail folyó völgyében), 2301 méter
- Wolayer (Forni Avoltritól Mauthen felé), 1922 méter
- Plöcken-hágó (Tolmezzótól Mauthen felé), 1360 méter

## Galéria

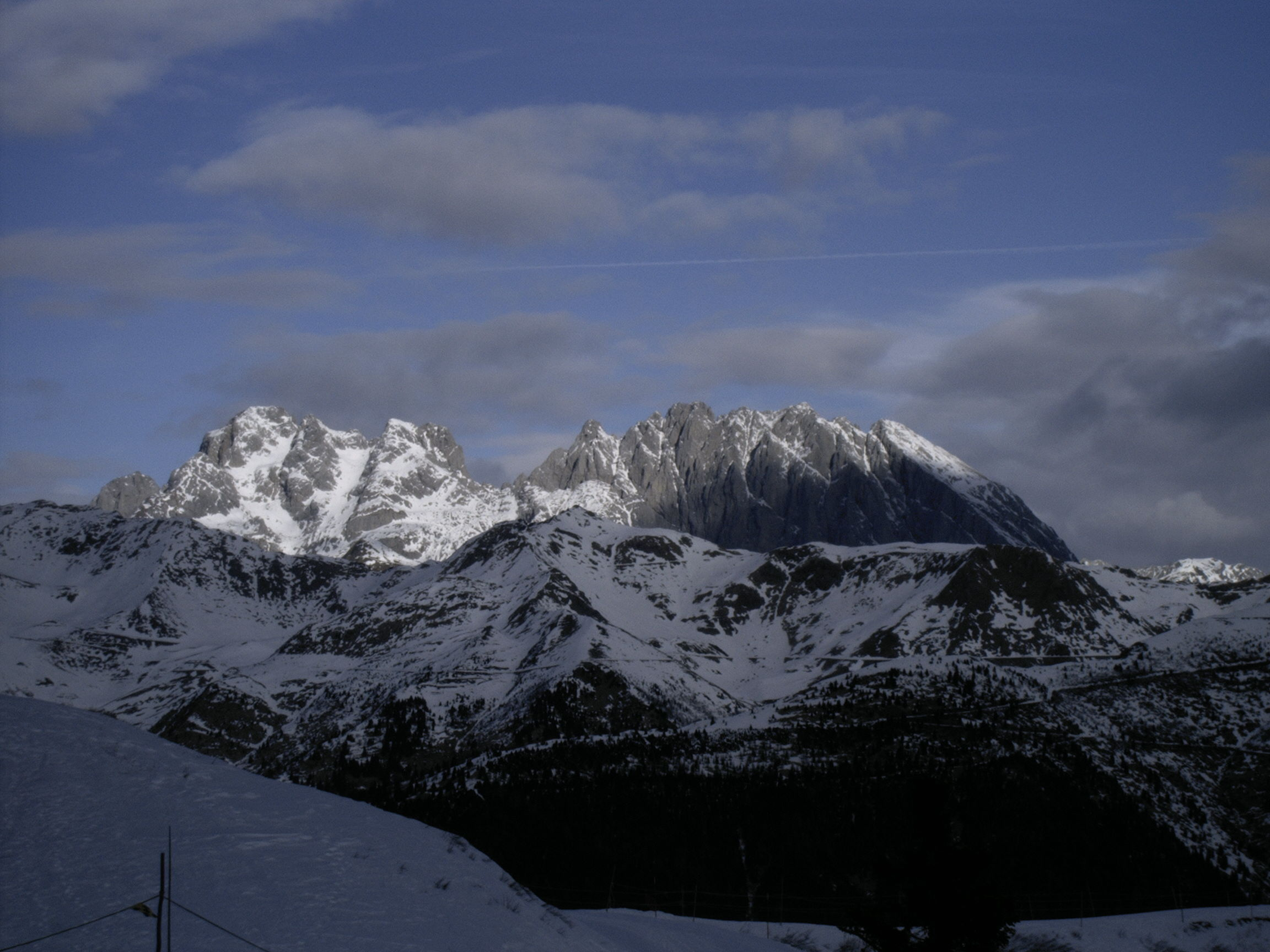
Coglians
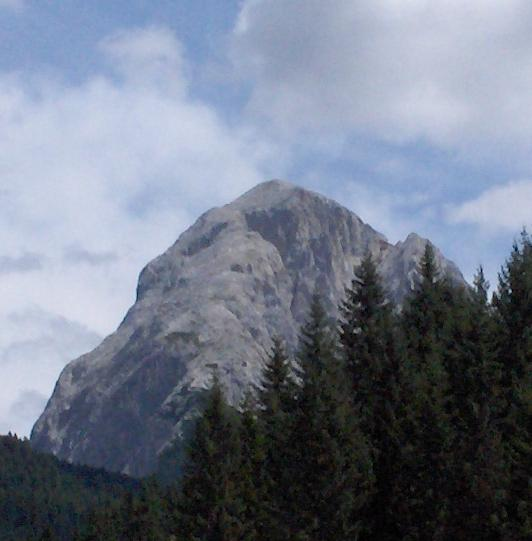
Peralba
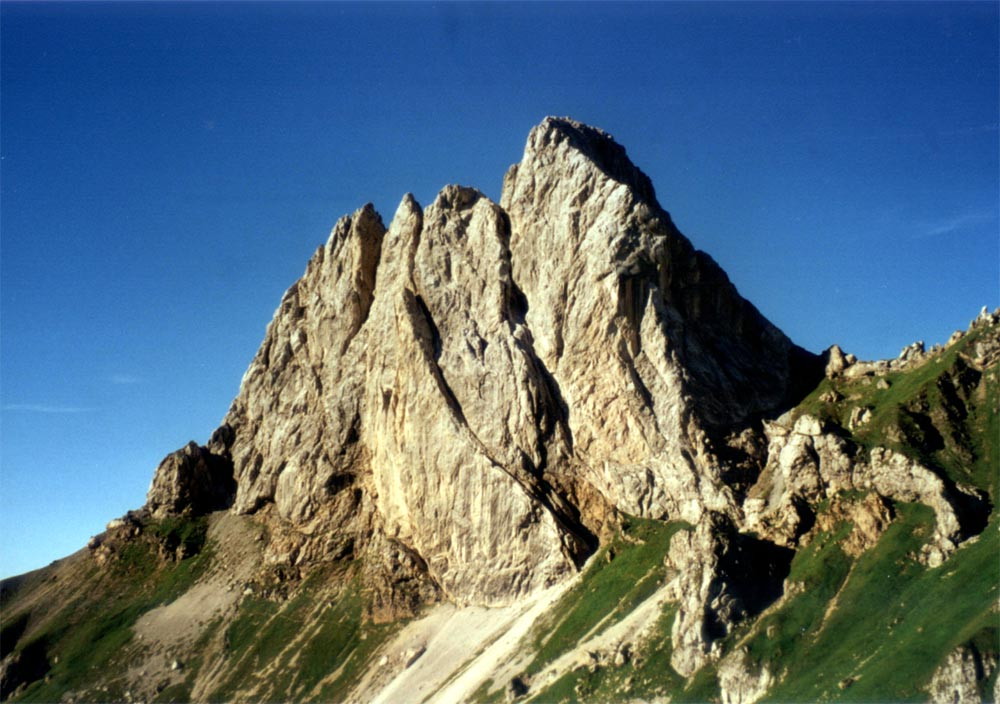
Chiadenis
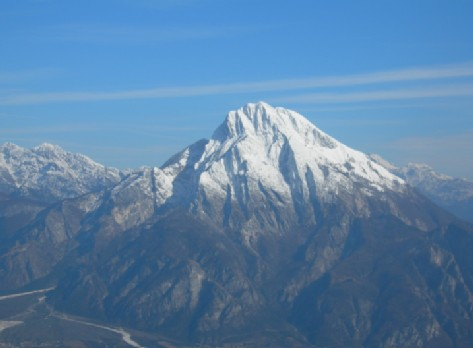
Amariana